# Małgorzata Kościelska
Małgorzata Teresa Kościelska (ur. 30 marca 1944) − polska psycholog, psychoterapeutka, profesor nauk humanistycznych, pracownik naukowy Wydziału Pedagogiki i Psychologii Uniwersytetu Kazimierza Wielkiego. Zajmuje się psychologią kliniczną dziecka i rodziny, wczesną interwencją terapeutyczną, terapią rodzin oraz społeczną problematyką osób niepełnosprawnych.

## Kariera naukowa
Studia wyższe ukończyła w 1966 roku na Wydziale Pedagogicznym Uniwersytetu Warszawskiego i z tą uczelnią związała swoją przyszłą karierę. W roku 1973, w Instytucie Psychologii, uzyskała stopień doktora nauk humanistycznych w zakresie psychologii ze specjalnością psychologia kliniczna. Promotorem pracy doktorskiej była Halina Spionek.  W 1983 roku uzyskała stopień doktora habilitowanego na Wydziale Psychologii UW. Tytuł naukowy profesora nauk humanistycznych uzyskała w 1994 roku.
Przez wiele lat pełniła funkcję Kierownika Katedry Psychologii Klinicznej i Kierownik Ośrodka Terapeutycznego dla Dzieci na Wydziale Psychologii UW. Dostała cztery nagrody Ministra Szkolnictwa Wyższego, osiem rektorskich i nagrodę PTP im. B. Zawadzkiego. 

## Wybrane publikacje
- Kościelska, M. (1976). Psychologiczne problemy padaczki u dzieci. Warszawa: PWN.
- Kościelska, M. (1984). Upośledzenie umysłowe a rozwój społeczny. Badania uczniów szkół specjalnych. Warszawa: PWN.
- Kościelska, M. (red.) (1988). Studia z psychologii klinicznej dziecka. Warszawa: PWN.
- Kościelska, M. (1995). Oblicza upośledzenia. Warszawa: PWN.
- Kościelska, M. (1998). Trudne macierzyństwo. Gdańsk: GWP.
- Kościelska, M. (1999). Dzieci z zespołem Downa. Warszawa: CMPP-P MEN.
- Kościelska, M. (2004). Niechciana seksualność. O ludzkich potrzebach osób niepełnosprawnych intelektualnie. Warszawa: Wyd. Jacek Santorski & Co. (wyróżnienie statuetką PFRON, nagroda Ministra)
- Kościelska, M. (2007). Sens odpowiedzialności. Perspektywa psychologa klinicznego. Kraków: Oficyna Wydawnicza Impuls.
- Kościelska, M. (2011). Odpowiedzialni rodzice. Z doświadczeń psychologa klinicznego. Kraków: Impuls[3]